# Altice Arena
Altice Arena (původní a stále hojně využívaný název zní Pavilhão Atlãntico) je víceúčelový krytý stadion v Lisabonu v Portugalsku. Jedná se o jeden z největších stadionů v Evropské unii a největší stadion v Portugalsku. Má kapacitu 20 000 diváků a byl postaven v roce 1998 pro Expo '98. Název je odvozen od telekomunikační společnosti Altice, která převzala někdejšího sponzora MEO.

## Historie
Plány na výstavbu multifunkční arény v Lisabonu započaly již před akcí Expo '98, pro kterou byla zapotřebí. V té době také vypluly napovrch informace o víceúčelovém zařízení ve městě, které by sloužilo pro koncerty, kongresy či sportovní události velké velikosti. Ostatní stadiony v zemi měly v té době kapacitu maximálně 4 000 lidí, nebyly tak vhodné pro různé akce sportovního typu. Dalším problémem byla také technická nevybavenost tehdejších stadionů. Kvůli tomu zde nebyla možnost pořádat moderní koncerty, muzikály či různé televizní pořady.
V té době se ve městě nacházely pouze malé kryté haly (jako Coliseu de Lisbon) a velké venkovní stadiony, které nebyly vhodné za špatného počasí. Portugalsko tedy nemohlo pořádat velké sportovní akce konané uvnitř či koncerty větších rozměrů. Nová aréna by tedy byl jakýsi kompromis mezi těmito dvěma možnostmi.
Rozhodnutí o výstavbě arény v rámci plánu Expo '98 jí umožnilo postavit ji v okrajové části města poblíž nádraží Gare do Oriente a důležitých dopravních křižovatek. To stadionu umožnilo dobré umístění nutné pro přilákání umělců z celé země.

## Architektura
Stavba byla navržena portugalským architektem Reginem Cruzem, který je známý především díky svým vládním stavbám v Brazílii a Portugalsku ve spolupráci s ateliérem Skidmore, Owings & Merrill (SOM). Tato společnost byla oceněna první cenou v architektonické soutěži olympijských stadionů v Manchesteru a Berlíně a je zodpovědná za výstavbu dalších velkých sportovních stadionů ve Spojených státech ve městech jako Portland, Filadelfie, Oakland a Minneapolis. Cruz je taktéž spoludesignérem lisabonské věže Torre Vasco da Gama v městské části Parque des Nações. Tvar arény má připomínat obrovský létající talíř či vodního členovce ostrorepa. Stavba je díky svým tvarům velmi unikátní. Střecha například sedí na dřevěném mřížoví a je inspirována válečnými loděmi karakami. Dřevo bylo vybráno v době Expa '98, které bylo věnováno světovému oceánu a portugalským mořským výpravám 15. století, a tak byl tento materiál vhodnější než beton či ocel.
Hlavními výhodami designu byly zminimalizování vizuálního dopadu kvůli své velikosti, úspora energie a snadnější pohyb diváků uvnitř i kolem budovy.
Hlavní průčelí se nachází na jižní straně, což v chladných měsících zabezpečuje sluneční svit během dne a zároveň redukuje přímý sluneční svit v horkých měsících. Díky takovéto formě se šetří výdaje za topení a klimatizaci. V horní části se nachází přirozená ventilace, která zajišťuje cirkulaci vzduchu a ochlazování. Díky tomu, že se hlavní patro nachází 6,4 metru nad zemským povrchem, mohla být postavena vysoká střecha a celková rozloha zdí byla zmenšena. Nedochází tak tedy k tak velkým ztrátám tepla a tepelným výměnám. Zevnějšek je tvořen sklem, prosklené části jsou zastíněny panely, které přesahují úroveň fasády. To umožňuje slunečním paprskům proniknout do budovy v zimních měsících a vnitřek tak zahřívat. Systém venkovních pohyblivých žaluzií pak zajišťuje světlo uvnitř arény.
Celou arénu obklopuje krátké schodiště, které umožňuje snadný přístup do haly.

## Expo '98
Během Expa '98 budova nesla název "Pavilon Utopie" a stala se domovem výstavy "Oceány a utopie".